# 居酒屋えぐざいる
居酒屋えぐざいる（いざかやえぐざいる）は、期間限定で開催されるビアガーデン形式のイベントである。

## 概要
2008年に開催されたEXILE初のドームツアーで、DVD付きのツアーパンフレットを販売。そのDVDのタイトルが「居酒屋えぐざいる」で、メンバーが居酒屋でトークを繰り広げる様子が収録されていた。翌2009年に日本テレビ系バラエティ番組『EXILE GENERATION』内のコーナーとして「居酒屋えぐざいる」が始まり、同年夏にお台場で「居酒屋えぐざいる」の世界観を再現した。以降、毎年夏に開催されている。

### 特徴
居酒屋定番メニューのほか、メンバーが考案したオリジナルメニューの提供が恒例となっている。2023年はメンバーが考案したメニューは販売されなかった。
会場内に併設されたステージでは、LDH所属アーティストがミニライブやトークショーを行うことがある。

## 開催歴
| 年   | 場所   | 会場                                                          |
| ---- | ------ | ------------------------------------------------------------- |
| 2009 | お台場 | デックス東京ビーチ                                            |
| 2010 | お台場 | デックス東京ビーチ                                            |
| 2010 | 大阪   | 湊町リバープレイス                                            |
| 2011 | お台場 | デックス東京ビーチ                                            |
| 2012 | お台場 | デックス東京ビーチ（お台場合衆国2012サテライト）              |
| 2013 | お台場 | フジテレビ「お台場合衆国2013」内                              |
| 2014 | お台場 | フジテレビ「お台場新大陸2014 〜地図にないキミだけの宝島〜」内 |
| 2015 | お台場 | フジテレビ「お台場夢大陸 〜ドリームメガナツマツリ〜」内       |
| 2016 | お台場 | フジテレビ「お台場みんなの夢大陸2016」内                      |
| 2017 | お台場 | フジテレビ「お台場みんなの夢大陸2017」内                      |
| 2018 | お台場 | フジテレビ「ようこそ!! ワンガン夏祭り THE ODAIBA 2018」内     |
| 2019 | お台場 | フジテレビ「ようこそ!! ワンガン夏祭り THE ODAIBA 2019」内     |
| 2020 | 横浜   | 山下埠頭（新型コロナウイルスの影響で中止）                    |
| 2023 | お台場 | フジテレビジョン7F フジさんテラス                             |

### 例外
LDH所属アーティストのツアーの際に、各会場で「出張居酒屋えぐざいる」が開催されたことがある。